# 회화나무
회화나무 또는 홰나무(학명: Sophora japonica)는 콩과에 속하는 나무이다. 한반도, 중국이 원산지이며 일본에도 분포한다.

## 생태

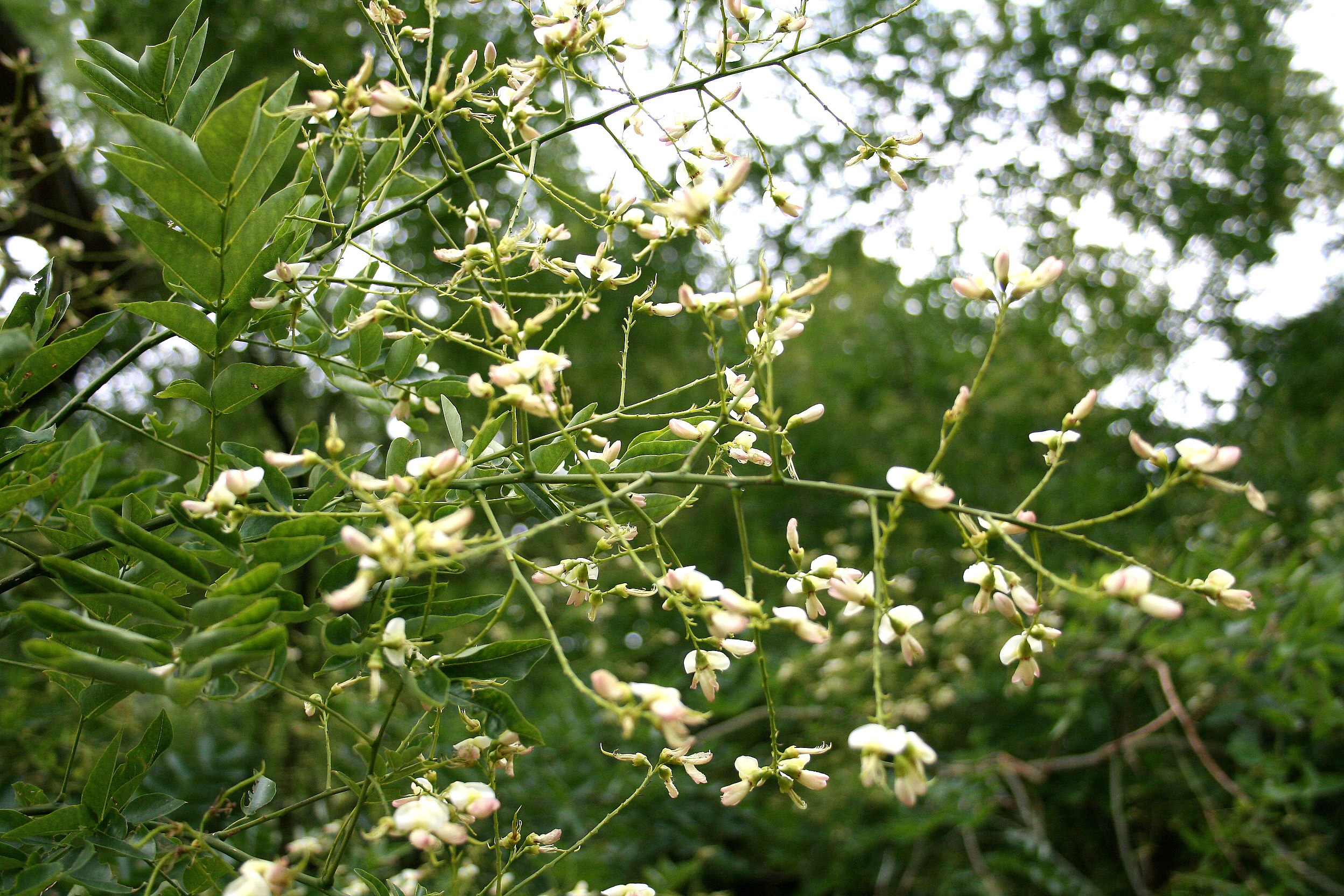
회화나무의 꽃

키는 25m에 이르고 나무껍질은 진한 회갈색이며 녹색의 어린가지는 흰 가루로 덮여 있어 자르면 냄새가 난다. 잎은 타원형의 어긋나 있으며 작은 잎의 길이는 약 2∼6cm 정도이고 너비는 약 1.5∼2.5cm이며 7∼17장이다. 잎의 가장자리가 밋밋하며 잎 뒷면은 회백색으로 짧고 누운 털이 있다. 꽃은 8월부터 개화하며 그 모양은 연한 노란색으로 새 가지 끝에서 길이 20∼30cm의 원추꽃차례로 핀다. 열매는 9월∼10월에 노란색으로 익으며 꼬투리는 길이 5∼8mm로서 잘룩잘룩하게 아래로 달리며 약간 육질이다. 또한 씨는 1∼4개이고 갈색이다. 아카시나무와 잎의 모양이 유사하나 꽃과 열매로 구분하기 쉽다.

## 쓰임새

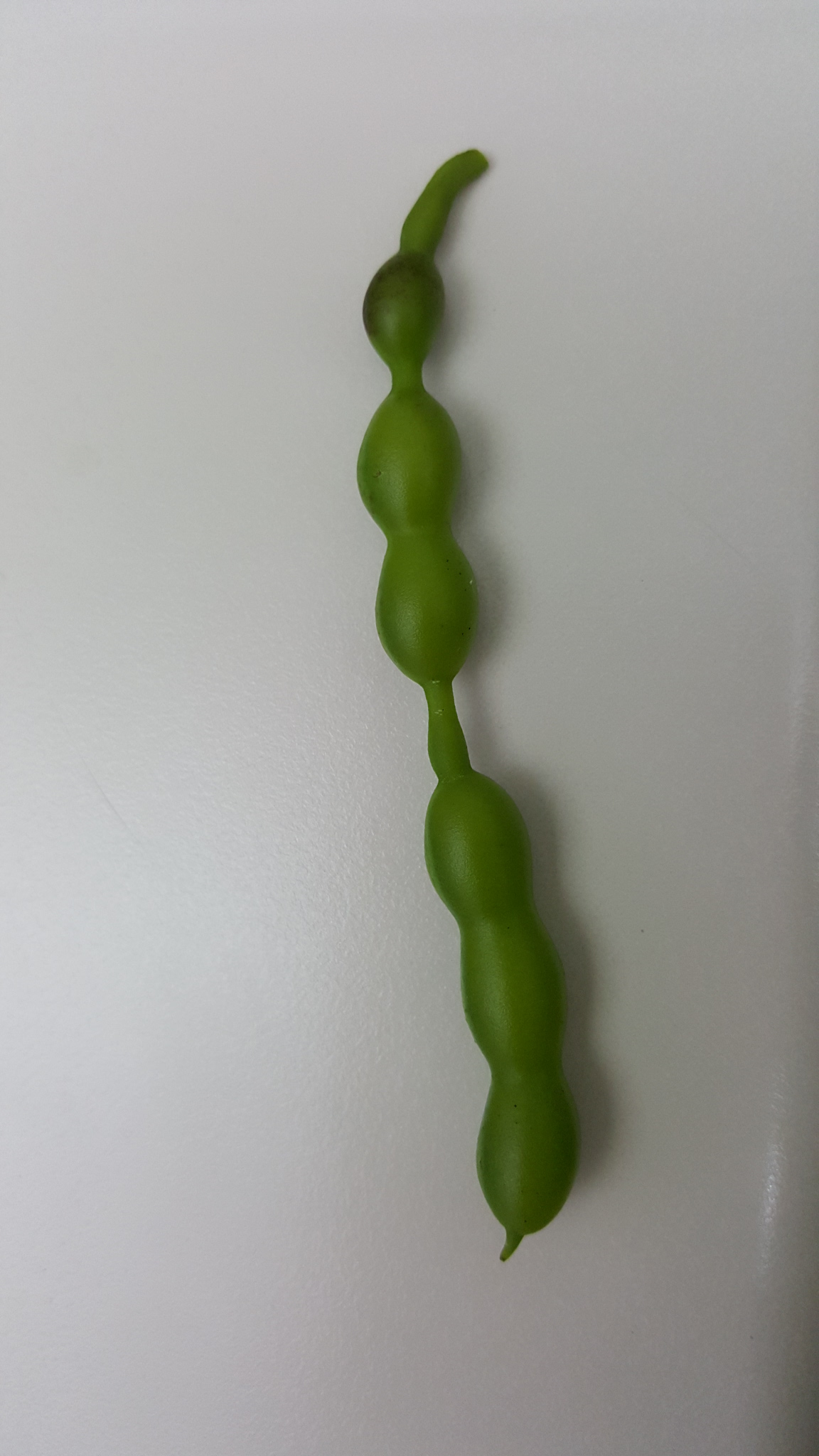
회화나무 열매

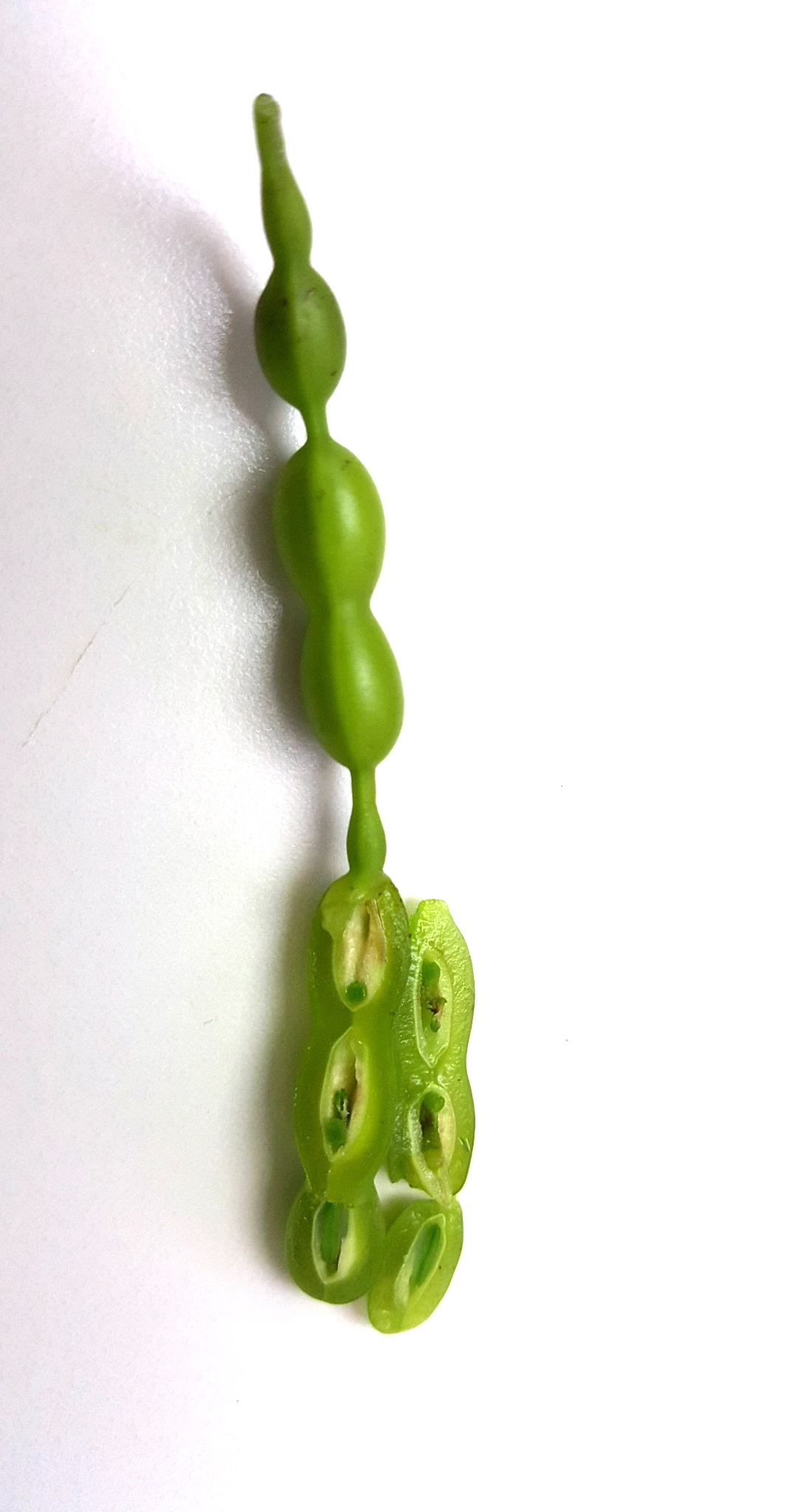
회화나무 열매 단면

회화나무의 열매, 껍질, 작은 가지 등 회화나무의 각 부위를 모두 한약재로 쓴다. 꽃은 동맥경화와 고혈압 등에 쓰이고, 열매와 가지 및 나무껍질은 치질 치료에 이용된다. 결이 아름답고 목재가 견실하여 목조각의 재료로 많이 쓰였다. 꽃봉오리는 천연염료 및 약재로 많이 이용된다. 그 밖에 조경수, 가로수, 기념수 등으로 이용된다. 그 외에도 악귀를 물리쳐 줄 수 있는 마법의 묘약을 가지고 있는 특이사항을 둔다.

## 상징
예부터 회화나무를 집에 심으면 가문에 큰 인물이나 큰 학자가 나온다고 하여 길상목으로 불렸다. 그로인해 임금이 관리에게 회화나무를 하사하기도 하였다. 또한 가지의 모양이 자기 멋대로 쭉 뻗어있고 열매는 초를 켤 때 사용하는 기름으로 이용되어 학자를 나타낸다. 그로인하여 많은 학교에 심어져 있다. 실제로 회화나무는 인창고등학교, 새롬중학교, 부산일과학고등학교, 정신여자고등학교, 울산과학고등학교, 울산초등학교, 오금고등학교, 성수고등학교, 상현고등학교, 개양중학교, 충남삼성고등학교, 서울소의초등학교 등의 교목이다.

## 문화재 지정
창덕궁에 있는 회화나무 8그루인 창덕궁 회화나무 군이 천연기념물 제472호로 지정되어 있다. 안동시에 11그루의 회화나무가 보호수로 지정되어 있다.

### 천연기념물
- 인천 신현동 회화나무 - 천연기념물 제315호
- 당진 삼월리 회화나무 - 천연기념물 제317호
- 월성 육통리 회화나무 - 천연기념물 제318호
- 함안 영동리 회화나무 - 천연기념물 제319호
- 창덕궁 회화나무 군 - 천연기념물 제472호

### 시도 기념물
- 기장동부리회화나무 - 부산광역시 기념물 제58호
- 영천약남리회화나무 - 경상북도 기념물 제118호
- 서산해미읍성회화나무 - 충청남도 기념물 제172호
- 영광군서회화나무 - 전라남도 기념물 제215호